# Мемориальная часовня (Миловиды)
Мемориальная часовня (бел. Мемарыяльная капліца) — часовня-ротонда в память о Миловидской битве, завершившейся победой повстанцев над царскими войсками в период 1863—1864 годов. Расположена в 5 километрах к западу от центра агрогородка Миловиды Брестской области Белоруссии. Памятник архитектуры неоклассицизма. 2 августа 2016 года Постановлением Совета Министров Республики Беларусь объекту присвоен статус историко-культурной ценности республиканского значения.

## Описание
Представляет собой сооружение центрической объёмно-пространственной композиции: на квадратном цоколе установлены четыре колонны, несущие антаблемент. Завершает часовню сферический гранёный купол с кованым крестом. Внутреннее пространство ограничено межколонными арочными просветами с импостами. На филёнках постамента — памятные надписи. Прямоугольный участок отмечен низкими гранёными столбиками.
4 июня 1988 года недалеко от часовни был установлен памятный знак (камень-валун).